# Класс NC
В теории сложности вычислений классом NC (от англ. Nick’s Class) называют множество задач разрешимости, разрешимых за полилогарифмическое время на параллельном компьютере с полиномиальным числом процессоров. Другими словами, задача принадлежит классу NC, если существуют константы {\displaystyle k} и {\displaystyle c} такие, что она может быть решена за время {\displaystyle O(\log ^{c}n)} при использовании {\displaystyle O(n^{k})} параллельных процессоров. Стивен Кук назвал его «Классом Ника» в честь Ника Пиппенжера, который провел обширные исследования схем с полилогарифмической глубиной и полиномиальным размером.
Так же, как класс P можно считать классом податливых задач (Тезис Кобхэма), так и NC можно считать классом задач, которые могут быть эффективно решены на параллельном компьютере. NC — это подмножество P, потому что параллельные полилогарифмические вычисления можно симулировать с помощью последовательных полиномиальных вычислений. Неизвестно, верно ли NP = P, но большинство ученых считает, что нет, из чего следует, что скорее всего существуют податливые задачи, которые последовательны «от природы», и не могут быть существенно ускорены при использовании параллелизма. Так же, как класс NP-полных задач можно считать классом «скорее всего неподатливых» задач, так и класс P-полных задач, при сведении к NC, можно считать «скорее всего не параллелизуемым» или «скорее всего последовательным от природы».
Параллельный компьютер в определении можно считать параллельной машиной с произвольным доступом (PRAM — от англ. parallel, random-access machine). Это параллельный компьютер с центральным пулом памяти, любой процессор которого может получить доступ к любому биту за константное время. На определение NC не влияет способ, с помощью которого PRAM осуществляет одновременный доступ нескольких процессоров к одному биту.
NC может быть определён, как множество задач разрешимости, разрешимых распределённой Булевой схемой с полилогарифмической глубиной и полиномиальным числом вентилей.

## Задачи в NC
NC включает в себя много задач, в том числе:
- Сложение, умножение и деление целых чисел;
- Умножение матриц, подсчет их ранга, детерминанта, обратной матрицы;
- Полиномиальный НОД;
- Нахождение максимального паросочетания.

Часто алгоритмы для этих задач придумывались отдельно и не могли быть наивной адаптацией известных алгоритмов — Метод Гаусса и алгоритм Евклида полагаются на то, что операции выполняются последовательно.

## Иерархия NC
NCi — это множество задач разрешимости, разрешимых распределенными булевыми схемами с полиномиальным количеством вентилей (с количеством входов, не большим двух) и глубиной {\displaystyle O(\log ^{i}n)}, или разрешимых за время {\displaystyle O(\log ^{i}n)} параллельным компьютером с полиномиальным числом процессоров. Очевидно,
{\displaystyle {\mathsf {NC}}^{1}\subseteq {\mathsf {NC}}^{2}\subseteq \cdots \subseteq {\mathsf {NC}}^{i}\subseteq \cdots {\mathsf {NC}},}
что представляет собой NC-иерархию.
Мы можем связать классы NC с классами памяти L, NL и AC:
{\displaystyle {\mathsf {NC}}^{1}\subseteq {\mathsf {L}}\subseteq {\mathsf {NL}}\subseteq {\mathsf {AC}}^{1}\subseteq {\mathsf {NC}}^{2}\subseteq {\mathsf {P}}.}
Классы NC и AC одинаково определены, за исключением неограниченности количества входов у вентилей для класса AC. Для каждого {\displaystyle i} верно:
{\displaystyle {\mathsf {NC}}^{i}\subseteq {\mathsf {AC}}^{i}\subseteq {\mathsf {NC}}^{i+1}.}
Следствием этого является NC = AC. Известно, что оба включения строгие для {\displaystyle i=0}.
Похожим образом можем получить, что NC эквивалентен множеству задач, решаемых на переменной машине Тьюринга с числом выборов на каждом шаге не большим, чем двух, и с O(log n) памяти и {\displaystyle (\log n)^{O(1)}} альтерациями.

### Нерешенная задача: является ли NC собственным?
Один из больших открытых вопросов теории сложности вычислений — является ли собственным каждое вложение NC-иерархии. Как было замечено Пападимитриу, если для какого-то {\displaystyle i} верно NCi = NCi+1, то NCi = NCj для всех {\displaystyle j\geqslant i}, и как следствие, NCi = NC. Это наблюдение называется сворачиванием NC-иерархии, потому что даже из одного равенстве в цепи вложений:
{\displaystyle {\mathsf {NC}}^{1}\subseteq {\mathsf {NC}}^{2}\subseteq \cdots }
следует, что вся NC-иерархия «сворачивается» до какого-то уровня {\displaystyle i}. Таким образом, возможны два варианта:
1. {\displaystyle {\mathsf {NC}}^{1}\subset \cdots \subset {\mathsf {NC}}^{i}\subset \cdots \subset {\mathsf {NC}}^{i+j}\subset \cdots {\mathsf {NC}}}
2. {\displaystyle {\mathsf {NC}}^{1}\subset \cdots \subset {\mathsf {NC}}^{i}=\cdots ={\mathsf {NC}}^{i+j}=\cdots {\mathsf {NC}}.}

Широко распространено мнение, что верно именно (1), хотя пока не обнаружено никаких доказательств в отношении истинности того или иного утверждения.

## Теорема Баррингтона
Ветвящаяся программа с {\displaystyle n} переменными, шириной {\displaystyle k} и длиной {\displaystyle m} состоит из последовательности инструкций длины {\displaystyle m}. Каждая инструкция — это тройка {\displaystyle (i,p,q)}, где {\displaystyle i} — это индекс переменной, которую нужно проверить {\displaystyle (1\leq i\leq n)}, а {\displaystyle p} и {\displaystyle q} — это функции перестановки из {\displaystyle \{1,2,...,k\}} в {\displaystyle \{1,2,...,k\}}. Числа {\displaystyle 1,2,...,k} называются состояниями ветвящейся программы. Программа начинается в состоянии 1, и каждая инструкция {\displaystyle (i,p,q)} изменяет состояние {\displaystyle x} в {\displaystyle p(x)} или {\displaystyle q(x)}, в зависимости от того, равна ли {\displaystyle i}-ая переменная 0 или 1.
Семейство ветвящихся программ состоит из ветвящихся программ с {\displaystyle n} переменными для каждого {\displaystyle n}.
Легко показать, что любой язык {\displaystyle L} на {\displaystyle \{0,1\}} может быть распознан семейством ветвящихся программ с шириной 5 и экспоненциальной длиной, или семейством с экспоненциальной шириной и линейной длиной.
Каждый регулярный язык на {\displaystyle \{0,1\}} может быть распознан семейством ветвящихся программ с константной шириной и линейным числом инструкций (так как ДКА может быть преобразован в ветвящуюся программу). BWBP обозначает класс языков, распознаваемых семейством ветвящихся программ с ограниченной шириной и полиномиальной длиной (англ BWBP — bounded width and polynomial length)..
Теорема Баррингтона утверждает, что BWBP — это в точности нераспределенный NC1. Доказательство теоремы использует неразрешимость группы симметрии {\displaystyle S_{5}}.

### Доказательство теоремы Баррингтона
Докажем, что ветвящаяся программа (ВП) с константной шириной и полиномиальным размером может быть превращена в схему из NC1.
От противного: пусть есть схема C из NC1. Без ограничения общности, будем считать что в ней используются только вентили И и НЕ.
Определение: ВП называется {\displaystyle \sigma }-вычисляющей булеву функцию {\displaystyle f} или {\displaystyle (\sigma -f)}, если при {\displaystyle f=0} она дает результат — тождественную перестановку, а при {\displaystyle f=1} её результат — {\displaystyle \sigma }-перестановка.
Так как наша схема C описывает какую-то булеву функцию {\displaystyle f} и только её, можем взаимно заменять эти термины.
Для доказательства будем использовать две леммы:
Лемма 1: Если есть ВП, {\displaystyle \sigma }-вычисляющая {\displaystyle f}, то существует и ВП, {\displaystyle \sigma ^{-1}}-вычисляющая {\displaystyle f} (то есть, равная {\displaystyle id} при {\displaystyle f=0}, и равная {\displaystyle \sigma ^{-1}} при {\displaystyle f=1}.
Доказательство: так как {\displaystyle \sigma } и {\displaystyle \sigma ^{-1}} — циклы, а любые два цикла являются сопряженными, то существует такая перестановка {\displaystyle \pi }, что {\displaystyle \sigma ^{-1}} = {\displaystyle \pi \sigma \pi ^{-1}}. Тогда домножим на {\displaystyle \pi } перестановки {\displaystyle p_{1}} и {\displaystyle q_{1}} из первой инструкции ВП слева (чтобы получить перестановки {\displaystyle {\pi }p_{1}} и {\displaystyle {\pi }q_{1}}), а перестановки из последней инструкции домножим на {\displaystyle \pi ^{-1}} справа (получим {\displaystyle p_{n}\pi ^{-1}} и {\displaystyle q_{n}\pi ^{-1}}). Если до наших действий (без ограничения общности) {\displaystyle {p_{1}}{p_{2}}...{p_{n}}} был равен {\displaystyle id}, то теперь результат будет {\displaystyle {\pi }id{\pi }^{-1}=id}, а если был равен {\displaystyle \sigma }, то результат равен {\displaystyle \pi \sigma \pi ^{-1}=\sigma ^{-1}}.
Так, мы получили ВП, {\displaystyle \sigma ^{-1}}-вычисляющую {\displaystyle f}, с той же длиной (количество инструкций не поменялось).
Примечание: если домножить вывод ВП {\displaystyle (\sigma ^{-1}-f)} на {\displaystyle \sigma } справа, то очевидным образом получим ВП, {\displaystyle \sigma }-вычисляющую функцию {\displaystyle {\neg }f}.
Лемма 2: Если есть два ВП: {\displaystyle \sigma }-вычисляющая {\displaystyle f} и {\displaystyle \gamma }-вычисляющая {\displaystyle t} с длинами {\displaystyle l_{1}} и {\displaystyle l_{2}}, где {\displaystyle \sigma } и {\displaystyle \gamma } — 5-цикличные перестановки, то существует ВП с 5-цикличной перестановкой {\displaystyle \varepsilon =\gamma \sigma \gamma ^{-1}\sigma ^{-1}} такая, что ВП {\displaystyle \varepsilon }-вычисляет{\displaystyle f{\wedge }t}, и её размер не превосходит {\displaystyle 2(l_{1}} + {\displaystyle l_{2})}.
Доказательство: Выложим «в ряд» инструкции четырёх ВП: {\displaystyle (\gamma -t)}, {\displaystyle (\sigma -f)}, {\displaystyle (\gamma ^{-1}-t)}, {\displaystyle (\sigma ^{-1}-f)} (строим обратные по лемме 1). Если одна или обе функции выдают 0, то результат большой программы {\displaystyle \varepsilon =id}: например, при {\displaystyle f=0,t=1,\varepsilon =id{\sigma }id{\sigma }^{-1}=id}. Если обе функции выдают 1, то {\displaystyle \varepsilon =\gamma \sigma \gamma ^{-1}\sigma ^{-1}}. Здесь {\displaystyle \gamma \sigma \gamma ^{-1}\sigma ^{-1}\neq id<=>\gamma \sigma \neq \sigma \gamma }, что верно из-за того, что эти перестановки 5-цикличны (из-за неразрешимости группы симметрии {\displaystyle S_{5}}). Длина новой ВП высчитывается по определению.
{\displaystyle }
Доказательство теоремы
Будем доказывать по индукции.
Предположим, что у нас есть схема C с входами {\displaystyle x_{1},...,x_{n}} и что для всех подсхем D и 5-цикличных перестановок {\displaystyle \sigma } существует ВП, {\displaystyle \sigma }-вычисляющая D. Покажем, что для всех 5-перестановок {\displaystyle \sigma } существует ВП, {\displaystyle \sigma }-вычисляющий C.
- Если схема C выдает {\displaystyle x_{i}}, то ВП имеет одну инструкцию: проверить значение {\displaystyle x_{i}} (0 или 1), и отдать {\displaystyle id} или {\displaystyle \sigma } (соответственно).
- Если схема C выдает {\displaystyle \neg }A для какой-то другой схемы A, по примечанию к лемме 1 создадим ВП, {\displaystyle \sigma }-вычисляющую {\displaystyle \neg }A.
- Если схема C выдает A{\displaystyle \wedge }B для схем A и B, создадим нужную ВП по лемме 2.

Размер итоговой ветвящейся программы не превосходит {\displaystyle 4^{d}}, где {\displaystyle d} — это глубина схемы. Если у схемы логарифмическая глубина, то у ВП полиномиальная длина.